# 靈興殿
西子灣靈興殿十八王公廟，為臺灣高雄市鼓山區西子灣的一座道教廟宇，在打狗英國領事館官邸旁。

## 沿革
源於康熙廿三年（1684年），一艘自唐山而來的漁船，在西子灣海灘處沉沒，十八位船員最後脫險在西子灣岸上登陸，並在西子灣地區開墾，但後來卻被臺灣府鳳山縣官吏誤為海賊，而遭集體格殺。附近居民念其平日敦親睦鄰，樂善好施卻慘遭冤殺，於是就收殮他們的遺體加以安葬。
另說則是西子灣港口沖來一艘沈船，上有十八具船員遺體，鄉民見而不忍，於是將其收埋合葬。
安葬之後，鄉民合建一所低矮祠堂於現今西子灣附近的山麓上供奉，稱「十八人公」。由於顯靈保佑百姓事蹟，地方由南鯤鯓代天府五府千歲，奏請玉皇上帝敕封為「十八王公」。
西元1983年因國立中山大學擴地所需，重新興建，並將十八王公廟遷至打狗英國領事館旁。

## 祀神
十八王公廟原先僅奉祀十八王公，後來廟方改為主祀鎮海之神玄天上帝，因此不該視為陰廟。主祀除玄天上帝外，仍供奉十八王公，陪祀地藏王菩薩、福德正神、註生娘娘、中壇元帥、虎爺。
在十八王公廟旁尚建有一小祠，供奉二位元帥。

## 外部連結
- 高雄市政府介紹十八王公廟

Template:壽山景點